# Simsons linje

Simsons linje LN (röd) till triangeln ABC och punkten P på den omskrivna cirkelns omkrets.

Med Simsons linje avses inom den euklidiska geometrin den räta linje som sammanbinder de tre fotpunkterna från en punkt på en cirkel till sidorna på en triangel inskriven i cirkeln. Den är uppkallad efter den skotske matematikern Robert Simson (1687–1768) i vars verk man dock inte lyckats finna den. Upptäckten gjordes i stället 1799 av landsmannen William Wallace (1768–1843). Den till linjen hörande satsen kallas stundom Simson-Wallaces sats och stundom Wallace-Simsons sats, och kan formuleras som:
Fotpunkterna från en punkt till en triangels sidor är kollinjära om och endast om punkten ligger på den omskrivna cirkeln till triangeln.
Om punkten inte ligger på den omskrivna cirkeln bildar fotpunkterna hörnen i en triangel, fotpunktstriangeln.

## Bevis av Simson-Wallaces sats

Figur 2.

Eftersom vinkeln {\displaystyle \angle AEP} i figur 2 är rät, är linjen {\displaystyle {\overline {AP}}} en diameter i den omskrivna cirkeln till {\displaystyle \triangle AEP} (Thales sats). Samma sak gäller {\displaystyle \angle AFP}. Hörnen i fyrhörningen {\displaystyle \square AEFP} ligger alltså på samma cirkel och är därmed cyklisk. Likaledes är fyrhörningen {\displaystyle \square BDPF} cyklisk eftersom vinklarna {\displaystyle \angle BDP} och {\displaystyle \angle BFP} är räta.
Eftersom vinkeln mellan en sida och en diagonal i en cyklisk fyrhörning är lika med vinkeln mellan den motstående sidan och den andra diagonalen har vi att 
{\displaystyle \angle AFE=\angle APE=90^{\circ }-\angle PAE=90^{\circ }-\angle PAC}   (1) och
{\displaystyle \angle PBD=\angle PFD}   (2).
Den första likheten (1) ger oss vidare att:
{\displaystyle \angle EFP=90^{\circ }+\angle AFE=90^{\circ }+(90^{\circ }-\angle PAC)=180^{\circ }-\angle PAC}.
Eftersom  {\displaystyle \square ACBP} är cyklisk och summan av två motstående vinklar i en cyklisk fyrhörning är {\displaystyle 180^{\circ }} får vi (med hjälp av likheten (2) i sista steget) att
{\displaystyle \angle EFP=180^{\circ }-\angle PAC=\angle PBC=180^{\circ }-\angle PBD=180^{\circ }-\angle PFD}.
men eftersom
{\displaystyle \angle EFD=\angle EFP+\angle PFD=(180^{\circ }-\angle PFD)+\angle PFD=180^{\circ }}
så ligger fotpunkterna {\displaystyle E}, {\displaystyle F} och {\displaystyle D} på en rät linje.
Om {\displaystyle P} inte ligger på cirkeln är {\displaystyle \angle APB+\angle ACB\neq 180^{\circ }}. och därför får vi {\displaystyle \angle PAC+\angle PBC\neq 180^{\circ }}. Ersätt likheten i {\displaystyle 180^{\circ }-\angle PAC=\angle PBC} med denna olikhet och vi ser att {\displaystyle \angle EFD\neq 180^{\circ }} och fotpunkterna {\displaystyle E}, {\displaystyle F} och {\displaystyle D} utgör alltså hörnen i en triangel i det fall {\displaystyle P} inte ligger på cirkeln. Detta bevisar att satsens "om och endast om" gäller.

## Om namnet
Beteckningen "Simsons linje" kan spåras tillbaka till François-Joseph Servois som använde sig av linjen och skrev "qui est, je crois, de Simson" ("som är, tror jag, Simsons") i Joseph Gergonnes tidskrift Annales de mathématiques pures et appliquées 1813-1814. Därefter skrev Jean-Victor Poncelet 1822 i Traité des propriétés projectives des figures "que M. Servois attribue à R. Simson" ("som herr Servois tillskriver R. Simson") och Servois frågetecken hade genom en felformulering av Poncelet blivit ett utropstecken. Detta kom sedan att spridas i fler verk,  och när felet uppdagades på 1880-talet var beteckningen redan spidd. Vissa omnämnde den därför som "Wallaces linje" (namnet "Wallacelinjen" fanns dessutom redan på en mycket mer känd gränslinje inom djurgeografin uppkallad efter Alfred Russel Wallace). Namnbytet diskuterades, men slog inte igenom. Ibland används dubbelbeteckningen "Simson-Wallace" eller "Wallace-Simson" precis som för satsen.